# Маненков, Александр Алексеевич
Александр Алексеевич Маненков (1930—2014) — советский и российский учёный-физик и педагог, специалист в области квантовой электроники, доктор физико-математических наук (1960), профессор (1970). Лауреат Государственной премии СССР (1976).

## Биография
Родилась 2 января 1930 года в селе Кирельск, Татарской АССР, в период Великой Отечественной войны погиб его отец.
С 1947 по 1952 год обучалась в Казанском университете. С 1952 года обучался в аспирантуре при КФТИ АН СССР у профессора С. А. Альтшулера, с 1953 года — в аспирантуре ФИАН. С 1953 по 1983 год занимался научной деятельностью в качестве научного сотрудника в Лаборатории колебаний ФИАН, под руководством и в тесном сотрудничестве с А. М. Прохоровым. С 1983 года занимался научной работой в Институте общей физики АН СССР — РАН.
В 1955 году А. А. Маненков защитил диссертацию на соискание учёной степени кандидат физико-математических наук, в 1960 году — доктор физико-математических наук по теме: «Парамагнитный резонанс в кристаллах и вопросы квантовой электроники» в ФИАН. В 1970 году ему было присвоено учёное звание профессор. 

### Научно-исследовательская деятельность
Основная научная деятельность А. А. Маненкова была связана с вопросами в области физики твёрдого тела и магнитного резонанса, лазерной физики,  нелинейной оптики и квантовой электроники. С 1956 года совместно с А. М. Прохоровым и учёными из МГУ, А. А. Маненков занимался исследованиями связанными с ЭПР-спектроскопией парамагнитных кристаллов, в результате этих исследований был создан мазер на кристаллах рубина, этот прибор начал использоваться в астрономии, космической связи и навигации. А. А. Маненков занимался исследованиями динамики квантовых генераторов, где на примере мазеров на кристаллах рутила и рубина, активированных хромом, была выяснена природа осцилляций излучения и установлена их связь с переходными релаксационными процессами. При его непосредственным участии были открыты новые механизмы спин-решеточной релаксации и были получены важные результаты при исследованиях конденсации экситонов в полупроводниках. А. А. Маненковым было предсказано явление нелинейного рассеяния света в гетерогенных средах, обусловленное различием в нелинейных показателях преломления компонентов среды, это явление имело важные практические приложения, основанные на использовании обнаруженного эффекта просветления гетерогенной среды.
А. А. Маненков являлся членом Научного совета АН СССР — РАН по оптике и лазерной физике, членом Экспертного совета Высшей аттестационной комиссии СССР, являлся автором более 350 научных работ в ведущих научных журналах.
В 1976 году Постановление ЦК КПСС и СМ СССР «за разработку гаммы высокочувствительных квантовых усилителей и их внедрение в системы дальней космической связи и радиоастрономию» А. А. Маненков был удостоен Государственной премии СССР в области науки и техники.
В 2008 году Постановлением Президиума РАН «за серию работ по развитию радиоспектроскопии, квантовой электроники и лазерной физики» А. А. Маненков был удостоен Золотой медали РАН имени А. М. Прохорова под №1.

## Награды
- Государственная премия СССР (1976 — «за разработку гаммы высокочувствительных квантовых усилителей и их внедрение в системы дальней космической связи и радиоастрономию»)[4]
- Золотая медаль РАН имени А. М. Прохорова (2008 под №1 — «за серию работ по развитию радиоспектроскопии, квантовой электроники и лазерной физики»)[5]